# Боббі Леммі
Боббі Леммі (10 лютого 1997 , Странрар, Дамфріс і Галловей ) — британський та шотландський керлінгіст, срібний призер Олімпійських ігор 2022 року, призер чемпіонатів світу.